# Астрафобија
Астрафобија, такође позната и као астрапофобија, бронтофобија, кераунофобија или тонитрофобија, је ненормалан страх од громова и муња. Ова фобија је излечива, а појављује се и код људи и код животиња. Израз астрафобија је скован од грчких речи ἀστραπή, astrape, што значи "муња" и φόβος, phobos, што значи "страх". 

## Симптоми
Особа која пати од астрафобије често се осећа анскиозно током грмљавине, чак и када разуме да је претња од грмљавине минимална. Неки симптоми су исти као и код многих других фобија, као што је дрхтање, плакање, знојење, паничне реакције, изненадна потреба за коришћењем купатила, мучнина, осећај страха, прсти у ушима и брзи откуцаји срца. Међутим, постоје неке реакције које су јединствене за астрафобију. На пример, астрафобичари често траже потврђивање од друге особе, а симптоми се сами погоршавају. Многи људи који имају астрафобију траже додатно склониште од олује. Могу се сакрити испод кревета, испод покривача, у ормару, подруму или било ком другом простору у ком се осећају сигурније. Углавном се труде да пригуше звук грмљавине; прекривају уши и навлаче завесе на прозоре. 
Знак да неко има астрафобију је веома изражен интерес за временску прогнозу. Астрафобична особа жели да буде обавештена на вестима о надолазећим олујама. Могу гледати време на телевизији током кишних наступа и можда прате олује на интернету. Ово може постати довољно озбиљно да особа више ни не излази напоље без претходне провере времена. Ово може довести до анксиозности. У врло екстремним случајевима астрафобија може довести до агорафобије, страха од напуштања куће. 

## Деца
Научници су, 2007. године, октрили да је астрафобија трећа најчешћа фобија у САД. Може се појавити код људи свих старосних доби. Појављује се код многе деце и не би требало одмах да се прогласи фобијом, јер се деца често плаше разних ствари док одрастају. Њихов страх од грома и муње не може се сматрати потпуно развијеном фобијом, осим ако се не одржи више од шест месеци. У овом случају, треба се обратити стручњацима, јер може постати озбиљан проблем када одрасту.
Да би се смањио дечји страх током грмљавине, детету се могу скренути мисли играма и активностима. Бољи приступ је да се олуја третира као забава; неустрашива одрасла особа је одличан узор за децу.

## Лечење
Најчешће коришћено и могуће најефикасније лечење астрафобије је излагање олујама и евентуално грађење имунитета. Когнитивна терапија је такође често коришћена за лечење астрафобије. Пацијенту се, у многим случајевима, саветује да понавља фразе за себе како би се смирио током олује.

## Пси и мачке
Пси често показују анскиозност током олуја са грмљавином; између 15 и 30 посто паса је погођено овом фобијом. Истраживање потврђује да је код паса висок ниво кортизола - хормона повезаног са стресом - током и након олује. Лекови укључују терапије понашања као што су контра-условљавање и десенситизација, лекови против анксиозности и феромон за смиривање паса, синтетски аналог хормону који се излучује када мајка доји штенад.
Студије су такође показале да мачке могу да се плаше грмљавине. Иако је врло ретко, познато је да се мачке скривају испод стола или иза кауча током грмљавине. Уопште, ако је нека животиња забринута током олује или било каквог сличног, практично безопасног догађаја (на пример, током ватромета), препоручује се једноставно да се настави нормално понашање, уместо да се покуша утешити животиња. Показивање неустрашивости је, можда, најбољи начин да се "лечи" анксиозност.